# Paphiopedilum dixlerianum
Paphiopedilum dixlerianum là một loài thực vật có hoa trong họ Lan. Loài này được Braem & Chiron mô tả khoa học đầu tiên năm 2001.